# 拓伸
株式会社 拓伸（たくしん）は、滋賀県草津市と京都府京都市東山区に本社がある住宅関連企業。

## 概要
滋賀県と京都府南部を主な営業区域とする。建築条件付き宅地（緑風苑）や分譲マンション（伽羅シリーズ）のほか、不動産売買の仲介やリフォームなども取り扱っている。
コマーシャルメッセージ（CM）にジェフ・バーグランドやエルンスト・ザイラー夫妻を起用し、準キー局やびわ湖放送（BBC）で放映していた。また、2013年（平成25年）頃まで阪神甲子園球場のアルプススタンドの一塁側上段の最も外野寄りに広告看板を掲出したことがあり、高校野球のテレビ中継で一塁側アルプススタンドが映されたときに見ることができた。

## 沿革
- 1989年（平成元年） - 草津市野路町で設立。当時の資本金は1,000万円であった。
- 1990年（平成2年）1月 - 栗東町（現：栗東市）中沢に事務所を移転する。
- 1992年（平成4年）11月 - 草津市野村2丁目に事務所を移転する。
- 1995年（平成7年） - 資本金を2,000万円に増資する。
- 1997年（平成9年） - 資本金を5,000万円に増資する。
- 2000年（平成12年）1月 - 資本金を9,875万円に増資する。
- 2007年（平成19年）6月 - 京都市東山区に京都支社を設置する。
- 2015年（平成27年）9月 - 草津市笠山5丁目に事務所（滋賀本社）を移転する。京都支社を京都本社に改称する。

（出典：）

## ギャラリー

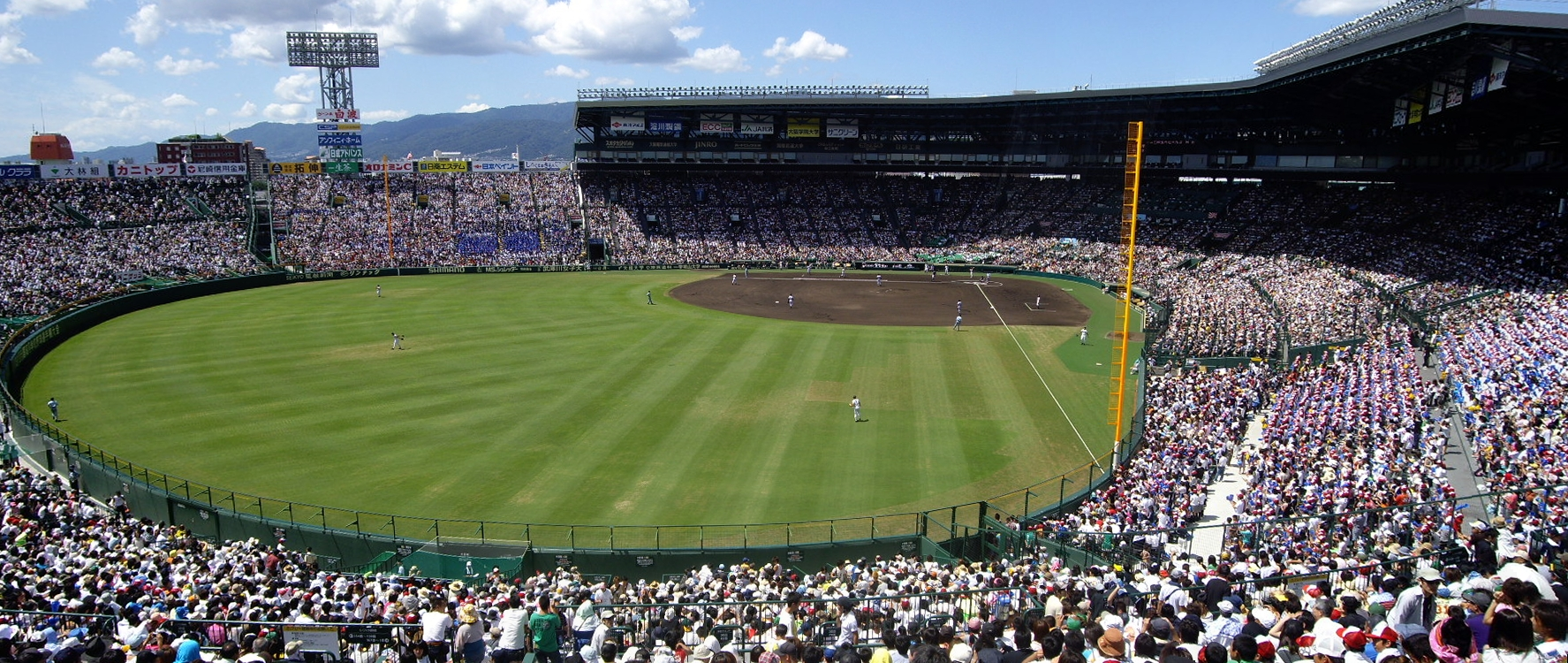
2009年当時の阪神甲子園球場のスタンド（照明塔の真下、やや左に拓伸の広告看板がある）